# Obtorto collo (album)
Obtorto collo è il primo album discografico da solista di Pierpaolo Capovilla, conosciuto per essere il frontman de Il Teatro degli Orrori e degli One Dimensional Man. L'album è uscito nel maggio 2014.

## Il disco
L'album è stato prodotto da Taketo Gohara, già collaboratore di Baustelle e Vinicio Capossela e vede anche la collaborazione di Paki Zennaro (collaboratore di Carolyn Carlson) come autore e di Giulio Ragno Favero come coproduttore di due brani.
La masterizzazione è stata effettuata da Giovanni Versari.
Il titolo fa riferimento alla locuzione latina obtorto collo, che indica l'accettazione di qualcosa non gradita.
Dove vai è stato il primo brano estratto dall'album come singolo. La canzone è stata diffusa nell'aprile 2014 e il videoclip ad essa correlato è stato diretto da Mauro Lovisetto, il quale ha curato anche la copertina del disco.
Il brano Ottantadue ore narra la tragica vicenda dell'uccisione di Francesco Mastrogiovanni, un maestro ingiustamente rinchiuso e deceduto dopo 82 ore di torture.
Arrivederci è invece una canzone dedicata al poeta Andrea Zanzotto. Tra i temi trattati vi sono la violenza domestica, le discriminazioni sociali, il futuro, i dubbi esistenziali, la solitudine e l'amore. Tra i riferimenti musicali vi sono Scott Walker e Tom Waits.
Nell'ottobre 2014 l'album viene inserito nella rosa dei finalisti per la Targa Tenco come "miglior opera prima (di cantautore)".

## Tracce
Testi e musica di Pierpaolo Capovilla e Paki Zennaro.
1. Invitami
2. Il cielo blu
3. Dove vai
4. Come ti vorrei
5. Irene
6. Quando
7. Bucharest
8. Ottantadue ore
9. Obtorto collo
10. La luce delle stelle
11. Arrivederci